# 180-мм корабельная пушка Б-1-К
180-мм корабельная пушка Б-1-К — советское корабельное орудие калибра 180 мм. Орудиями типа Б-1-К в одноорудийных башенных установках МК-1-180 был вооружён лёгкий крейсер «Красный Кавказ». Выявленные в ходе эксплуатации недостатки привели к разработке на базе Б-1-К 180-мм орудия Б-1-П, которым вооружались лёгкие крейсера проектов 26 и 26-бис.

## Разработка орудия Б-1-К

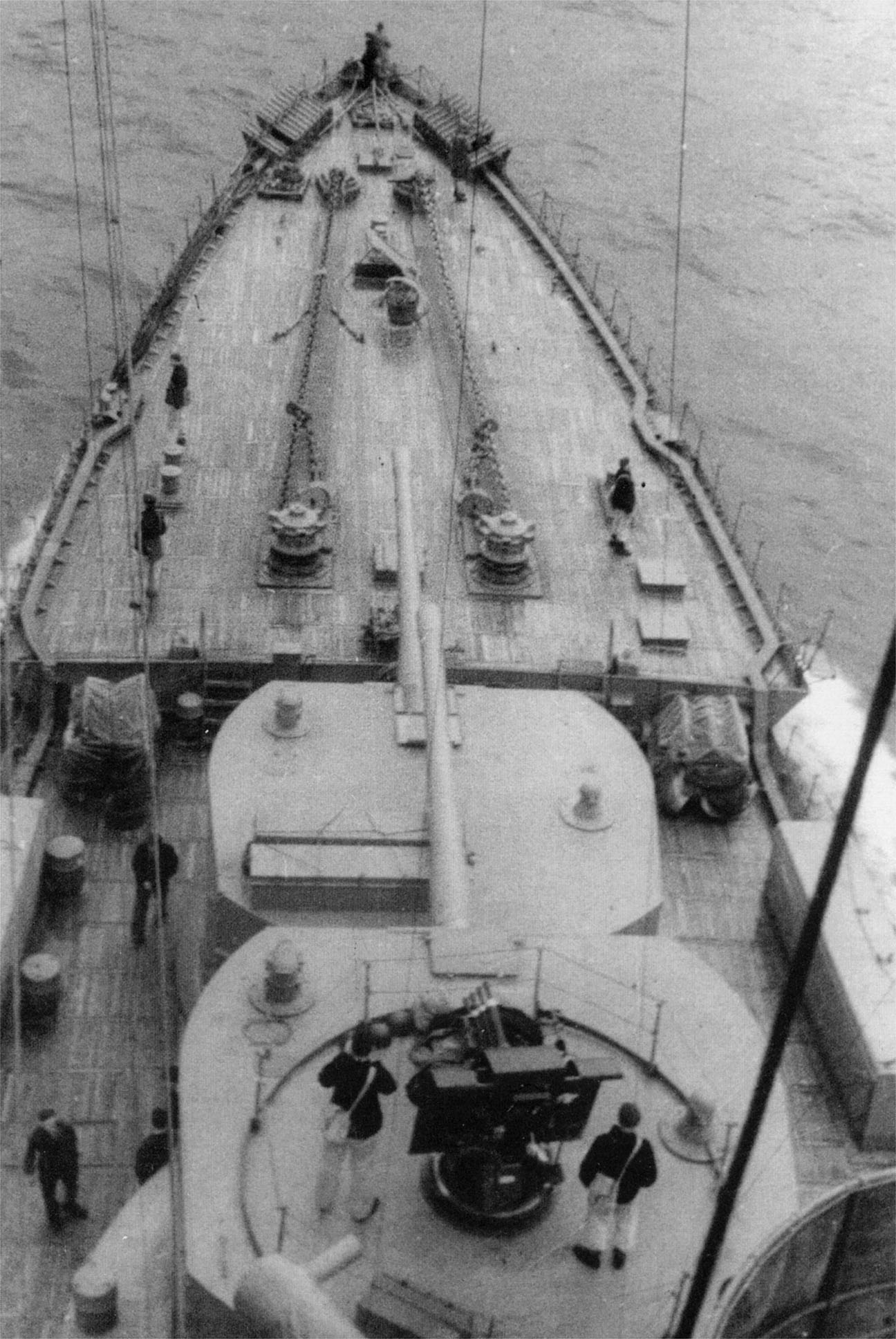
Носовые башни «Красного Кавказа».

Предложения по повышению калибра крейсерской артиллерии на один дюйм были выдвинуты в Российском императорском флоте вскоре после русско-японской войны. Считалось, что данная мера повысит огневую мощь кораблей при сохранении скорострельности, характерной для 152-мм пушек и позволит сохранить ручное заряжание. Предложение не было реализовано, хотя в иностранных флотах в годы Первой мировой войны применялись корабельные орудия близких калибров. В частности, французский флот использовал 164,7 мм пушки, американский флот — 178-мм, немецкий — 172-мм, британский и австро-венгерский — 190-мм.
Вместе с тем, в ходе боевых действий на Балтике в 1914—1917 годах выявилась необходимость в дальнобойной артиллерии для использования на минно-артиллерийских позициях. Балтийский флот, заметно уступавший немецкому в крупных кораблях, нуждался в орудии, которое могло бы эффективно обстреливать вражеские тральщики и прикрывающие их лёгкие крейсера и эсминцы, но в то же время, находилось бы вне досягаемости огня вражеских линкоров. При этом считалось, что применять для подобных целей орудия калибром 203 мм и выше было бы нерационально.
Идея дальнобойного орудия умеренного калибра получила развитие в советского время. В 1920-х годах руководители Штаба РККА, в частности, М. Н. Тухачевский и В. К. Триандафиллов полагали, что развитие Морских сил РККА должно быть ограничено лёгкими силами, действующими на минно-артиллерийских позициях под прикрытием дальнобойных орудий не слишком крупных калибров.
Проект 180-мм пушки с рекордными характеристиками был выдвинут в 1925 году главным конструктором завода «Большевик» К. К. Чернявским. Предполагалось создание орудия с длиной ствола 60 калибров. При начальной скорости 100-кг снаряда 1000 м/с и давлении пороховых газов в стволе порядка 4000 кг/см, дальность стрельбы должна была достигнуть не менее 200 кабельтовых. Заказ на орудие был выдан в 1927 году. Однако ещё в 1926 году было приказано изготовить перестволённое орудие калибра 180 мм на базе 8"/50 корабельной пушки для проверки предложенной концепции. Изготовление орудия намечалось к 1929 году, но работы затянулись и оно было представлено на испытания лишь в 1930 году как орудие № 1203. Испытания проводились на Ржевском полигоне с 6 августа 1930 года и выявили невозможность создания орудия с заявленными характеристиками.
Первая пушка Б-1-К была испытана на Ржевском полигоне с 18 февраля по 2 апреля 1931 года. Поскольку отечественная промышленность того времени была не в состоянии создать новый проект крейсера и построить его, было принято решение реконструировать под новые орудия недостроенный лёгкий крейсер «Красный Кавказ» — бывший «Адмирал Лазарев», принадлежавший к типу «Светлана». Башенные артиллерийские установки для него были разработаны Ленинградским Металлическим заводом. Корабль вступил в строй 25 января 1932 года.

## Конструкция орудия Б-1-К
Орудие Б-1-К имело скреплённую конструкцию. Ствол состоял из внутренней трубы, наружной трубы, слоя скрепляющих цилиндров и казенника. Затвор горизонтально-клиновой, с приводом полуавтоматического действия. На качающейся части установки монтировался досылатель, приводимый в действие энергией выстрела. Заряжание было раздельно-гильзовым, вследствие применения клинового затвора и теоретически обеспечивалось при любых углах возвышения. По проекту скорострельность должна была составить 7—8 выстрелов в минуту при возвышении ствола в диапазоне 0°—30° и 5—6 выстрелов в минуту при возвышении 30°—60°.

## Боевое применение

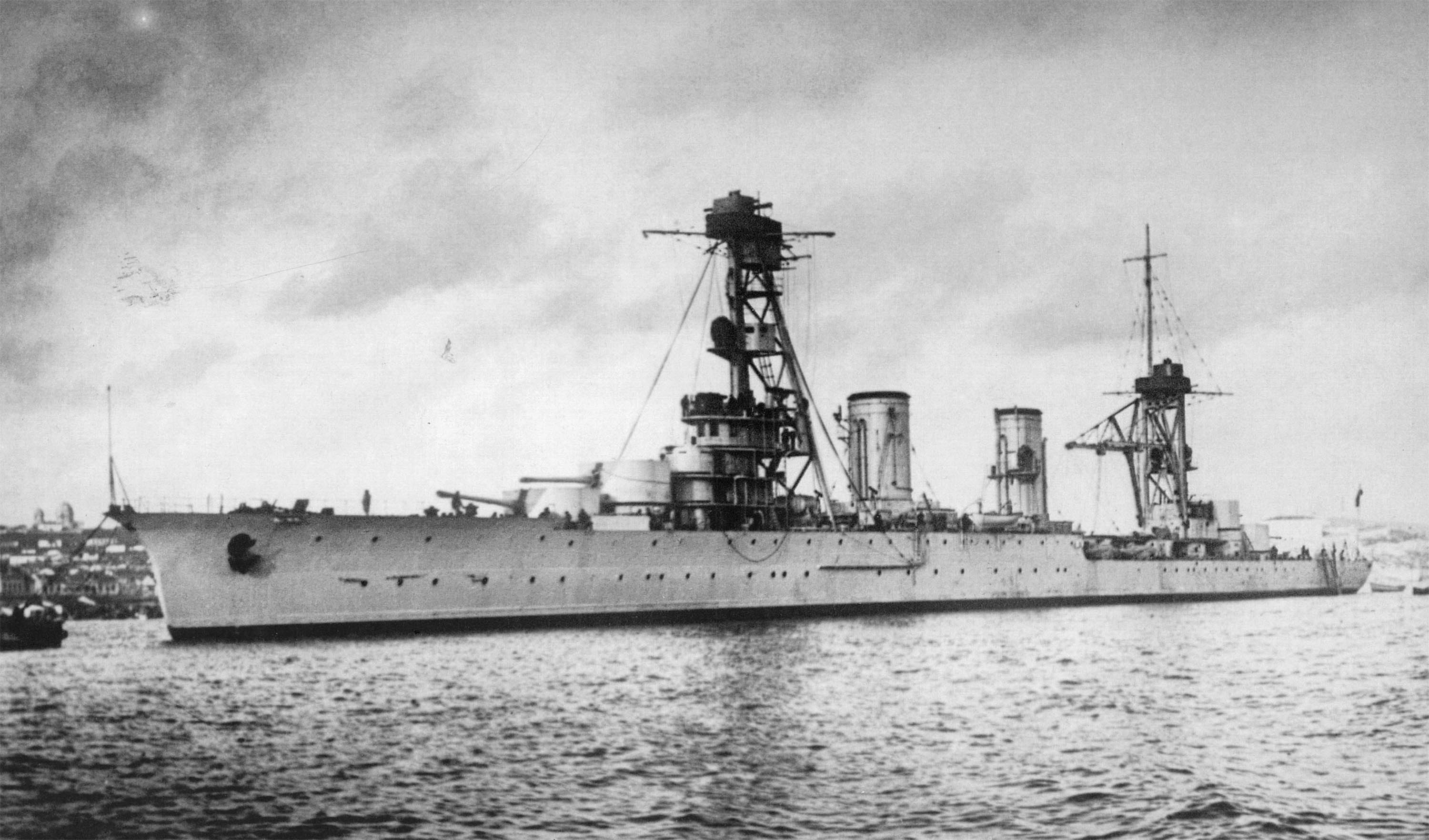
Крейсер «Красный Кавказ»

Поскольку к началу Великой Отечественной войны крейсер «Красный Кавказ» рассматривался командованием флота как практически небоеспособный, к выполнению стрельб главным калибром (ГК) его привлекали крайне редко и только в первый период войны. Крейсер вёл огонь по береговым целям 11—12 сентября 1941 года — поддерживал огнём сухопутные войска в Одессе, выпустив 85 180-мм снарядов. 22 сентября 1941 года израсходовал 8 снарядов ГК при поддержке высадки морского десанта у села Григорьевка. 15 октября 1941 года вновь стрелял по берегу в районе Одессы, потратив 27 снарядов.
3 декабря 1941 года «Красный Кавказ» обстреливал береговые цели в районе Севастополя, выпустив 95 снарядов, в тот же день обстрелял берег из района Балаклавы, потратив 40 снарядов. 22 декабря 1941 года вновь применил ГК в районе Балаклавы, израсходовав 39 снарядов. Огонь почти во всех случаях вёлся без корректировки, по площадям, его результаты остались неизвестными. 25 декабря крейсер стрелял по берегу в районе горы Опук, с расходом 16 снарядов. 29—30 декабря 1941 года, поддерживая морской десант в ходе Керченско-Феодосийской операции, выпустил по позициям противника в районе Феодосии 70 180-мм снарядов.
Последние снаряды главного калибра крейсер выпустил 4 февраля 1943 года, в ходе поддержки высадки морского десанта в районе Южной Озереевки. Огонь вновь вёлся по площадям, израсходовано 75 снарядов. Всего за годы войны «Красный Кавказ» выпустил 458 снарядов главного калибра — чуть больше половины одного боекомплекта.

## Оценка проекта
Эксплуатация пушек Б-1-К на крейсере «Красный Кавказ» выявили значительное количество недостатков как самого орудия, так и орудийной установки МК-1-180. Клиновой затвор этого орудия работал ненадёжно и имел нередкие отказы полуавтоматики, добиться полной обтюрации не удалось и через закрытый затвор прорывались пороховые газы. Главным же недостатком орудия стала его исключительно низкая живучесть. Хотя разработчики планировали обеспечить живучесть ствола 200 выстрелов, реально она 55 выстрелов боевым зарядом и всего лишь 30 выстрелов усиленно-боевым. Фактически это означало, что баллистика орудий существенно менялась даже в процессе одной стрельбы. С учётом скреплённой конструкции стволов это вынуждало проводить регулярную, технически сложную и дорогостоящую замену стволов.
Серьёзную критику вызывали и башенные установки МК-1-180. Несмотря на размещение в них лишь одного орудия, они оказались не только слабозащищенными, но и тесными. При этом в них не было никаких приборов управления огнём и вести огонь на самоуправлении они могли лишь прямой наводкой. Ненадёжными оказались и механизмы подачи и заряжания. При этом сохранялась значительная доля ручных операций, в результате чего проектная скорострельность 6 выстрелов в минуту была достигнута только на учениях, практическая скорострельность составляла 4 выстрела в минуту, а реальная продолжительная скорострельность не превышала двух выстрелов в минуту. Кроме того, само применение одноорудийных башен в 1930-х годах было анахронизмом и негативно сказывалось на боевом потенциале крейсера.
Выявленные недостатки привели к разработке новой артсистемы калибра 180 мм, на которой попытались устранить основные недостатки Б-1-К — низкие живучесть и надёжность. Это привело к появлению орудия Б-1-П.